# Wilhelm Knöpfelmacher
Wilhelm Knöpfelmacher (ur. 25 sierpnia 1866 w Boskowitz, zm. 14 kwietnia 1938 w Wiedniu) – austriacki lekarz pediatra.
Syn rabina Josefa Knöpfelmachera (1815–1909). Studiował na Uniwersytecie Wiedeńskim i Uniwersytecie Karola w Pradze. W 1891 roku uzyskał doktorat na Uniwersytecie w Pradze. Po studiach pracował w klinice Ottona Kahlera, od 1894 do 1900 jako asystent w szpitalu dziecięcym Karolinen-Kinderspital przy Sobieskigasse w Wiedniu, od 1901 dyrektor tego szpitala. Od 1911 profesor nadzwyczajny pediatrii. W 1934 roku przeszedł na emeryturę. Po przejęciu władzy przez nazistów w 1938 popełnił samobójstwo przez przedawkowanie morfiny. 

## Wybrane prace
- Xerophthalmie  und Lebervergiftung[5] (1929)
- Hydrocephalus  und Lues[6] (1912)